# 再建国民運動
再建国民運動（さいけんこくみんうんどう）は、朴正煕少将らが引き起こした5・16軍事クーデターによって発足した軍事政権（国家再建最高会議、以下「最高会議」）が主導して繰り広げた汎国民運動で、軍事政権下の韓国において国民福祉の成就と国民道義の再建を目指して行なわれた運動である。

## 解説
軍事クーデターから一年後の62年5月に最高会議の下部機関として、再建国民運動本部が設置され、本部長には高麗大学校総長の兪鎮午（ユ・ジノ）が任命された。また、主要民間団体や著名言論人・一般人・教育者・芸能人・宗教家などを当該運動の指導的立場に就けた。
- 運動の目標

1. 耐乏生活の実践
2. 勤勉精神の鼓吹
3. 生産と建設意欲の増加
4. 国民道義の高揚
5. 秩序観念の純化
6. 国民体力の向上

全国各地の市・邑・面に再建国民運動の支部を設置し、各家庭から最低一名は活動に参加するように強制された。上からの強制もあって、組織は急速に拡大拡張され1963年には390万余の会員を有したが、発足から3ヶ月目に本部長の兪鎮午が再建国民運動が｢全体主義的｣と批判し、本部長を辞任した。国民も積極的に運動に参加することは少なく、運動はうやむやの内に終息した。運動本部は国家再建最高会議法が廃止された後の、1964年7月に社団法人再建国家国民中央会として再発足したが、時をおかず廃止された。再建国民運動は軍事政権が民政移管に備えて結成した民主共和党の党組織における指導者を輩出することにも寄与した。